# Mus triton
Mus triton és una espècie de mamífer rosegador de la família dels múrids. Viu a altituds d'entre 1.000 i 3.000 msnm a Angola, Burundi, Kenya, Malawi, la República Democràtica del Congo, Ruanda, el Sudan del Sud, Tanzània, Uganda i Zàmbia. Els seus hàbitats naturals són els herbassars, els matollars, els aiguamolls i els camps de conreu. És una espècie en risc mínim, és a dir, no sembla que hi hagi cap amenaça significativa per a la seva supervivència. El seu nom específic, triton, significa ‘Tritó’ en llatí.